# Jan Kus
Jan Kus, slovenski saksofonist in skladatelj, * 1987, Kranj.
Po zaključenem kozervatoriju v Ljubljani je študiral na Kraljevem konservatoriju v Haagu na Nizozemskem in na Aaron Copland School of Music na Queens College v New Yorku. Živi in dela v New Yorku, kjer vodi glasbeno zasedbo Slavo-Rican Assembly.